# Kitulo nationalpark

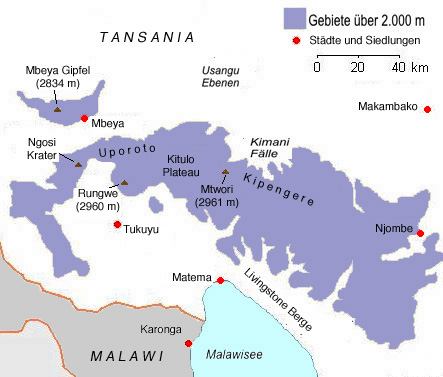

Kitulo nationalpark ligger i södra Tanzania cirka 100 km från Mbeya relativt nära Malawisjön och har en yta på 412,9 km2. Kituloplatån ligger på 2600 meters höjd mellan Kipengerebergen.

## Växt- och djurliv
Kitulo är välkänt för sitt växliv med många orkideer, fackellilja, aloe, protea, pelargon, lobelia och liljesläktet. Minst 30 arter är endemiska i södra Tanzania.
Förutom blommor finns det också enstaka rörbockar och eland. Det finns det otaliga fåglar som rostnackad trapp, blåsvala, träskvidafink, knarrgrässångare och kipengeresiska. Endemiska fjärilar, kameleonter, ödlor och grodor bidrar till artrikedomen.
2003 upptäcktes en tidigare okänd primat, den skygga höglandsmangaben,  i Kitulo nationalpark. Det var den första afrikanska aparten som upptäckts sedan 1984.

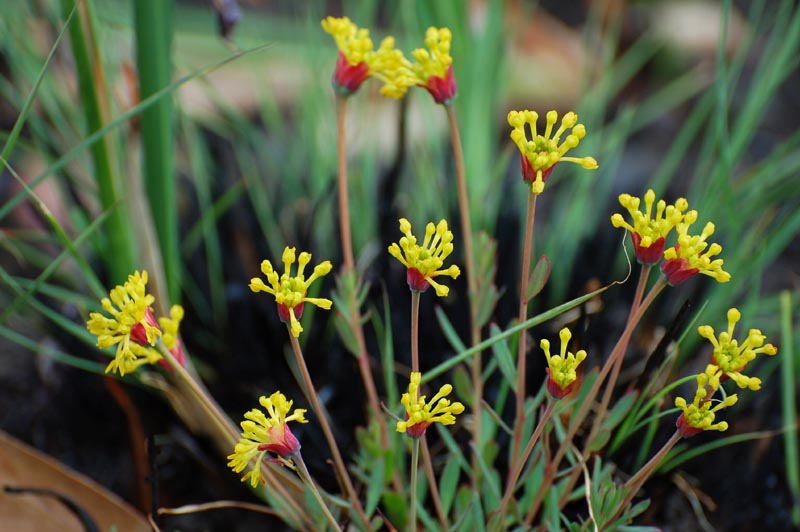
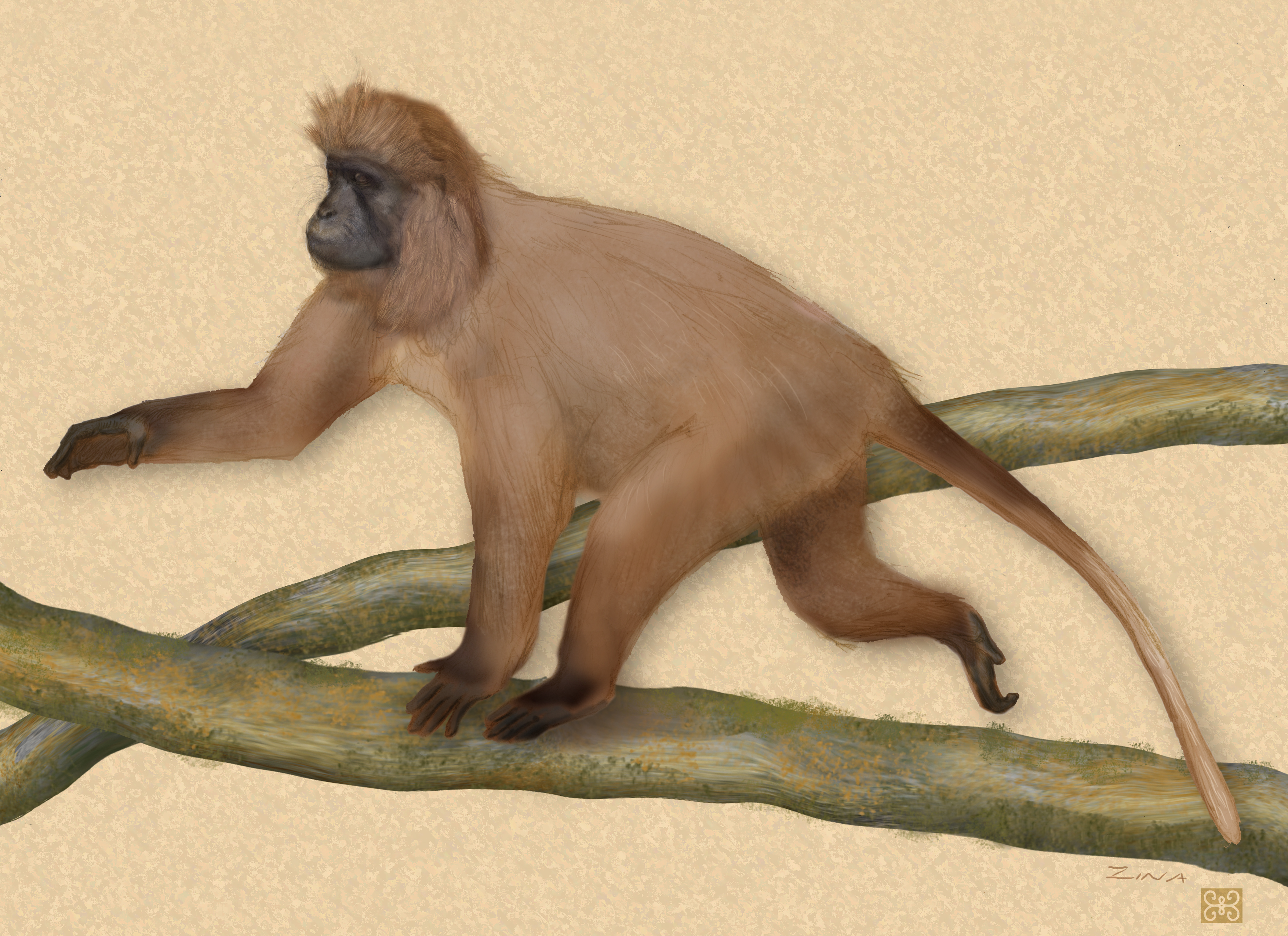
Höglandsmagab

## Säsong
Bästa tiden för att se blommor är december och april. September till november är soligast och därför lämpligast för vandringar. Under juni till augusti är det kallare och dimmigt.

## Kommunikationer
Med bil från Chimala på dåliga väger eller enkel kommunal transport.